# Нуаян-Віллаж
Нуаян-Віллаж (фр. Noyant-Villages) — муніципалітет у Франції, у регіоні Пеї-де-ла-Луар, департамент Мен і Луара. Нуаян-Віллаж утворено 15 грудня 2016 року шляхом злиття муніципалітетів Оверс, Брей, Брок, Шалонн-су-ле-Люд, Шавень, Шиньє, Денезе-су-ле-Люд, Женнтей, Ласс, Ліньєр-Бутон, Меньє-ле-Віконт, Меон, Нуаян i Парсе-ле-Пен. Адміністративним центром муніципалітету є Нуаян. Населення — 5501 особа (01.01.2021).